# Occidryas paradoxa
Occidryas paradoxa är en fjärilsart som beskrevs av Mcdunnough 1927. Occidryas paradoxa ingår i släktet Occidryas och familjen praktfjärilar. Inga underarter finns listade i Catalogue of Life.